# Économie du Kirghizistan
L'économie du Kirghizistan a été gravement touchée par l'effondrement du bloc soviétique en 1991. En 1990, quelque 98 % des exportations kirghizes étaient destinées aux autres républiques de l'URSS. Ainsi, la performance économique du pays au début des années 1990 était pire que toute autre république ex-soviétique déchirée par la guerre, sauf l'Arménie, l'Azerbaïdjan et le Tadjikistan. Bien que la performance économique se soit améliorée au cours des dernières années, des difficultés subsistent dans la sécurisation des recettes fiscales suffisantes et offrant un filet de sécurité sociale.

## Tendance macro-économique
Il s'agit d'un tableau de l'évolution du produit intérieur brut du Kirghizistan au prix du marché par le Fonds monétaire international et EconStats avec des chiffres en millions de soms kirghizes.
| Année | PIB     | Échange de dollar américain |
| ----- | ------- | --------------------------- |
| 1995  | 16 146  | 10,80 soms                  |
| 2000  | 65 358  | 47,77 soms                  |
| 2005  | 100 116 | 41,01 soms                  |
| 2010  | 219 000 | 47,00 soms                  |
| 2012  | 320 000 | 47,50 soms                  |

Pour les comparaisons de parité de pouvoir d'achat, le dollar US est échangé à 9,40 soms seulement[Quand ?]. Le salaire moyen en 2007 oscille autour de 3-4 $ par jour.

## Finance
À la mi-1995, le système bancaire au Kirghizistan a continué d'être dominé par la banque centrale des caisses d'épargne (la Banque nationale de la République kirghize, créé en 1991) et par les trois grandes banques commerciales qui ont réussi le secteur des banques de l'ère soviétique.
De nouvelles banques commerciales, dont quinze ont été établies en 1993 et 1994, étaient détenues par des particuliers ou des entreprises et avaient beaucoup moins de puissance financière que les banques d'État. Les nouvelles banques commerciales ont le droit d'acheter et de vendre des devises étrangères et d'ouvrir des comptes de dépôt. La Banque nationale est le centre des opérations de change, mais dans le milieu des années 1990, il n'a pas respecté les taux de change officiels. À la mi-1994, le gouvernement a créé la Banque pour la reconstruction et le développement, qui utilise les fonds, avoirs en devises, et les prêts de l'étranger pour aider les petites et moyennes entreprises et à investir dans des domaines de l'économie, en particulier le logement, la construction, la production d'électricité, et de l'agriculture.
Le système bancaire est resté concentré dans les mêmes domaines que dans la période soviétique. Bien que certains processus de diversification ont eu lieu, les prêts ont tendance à aller à la clientèle traditionnelle. Étant donné que de nouvelles banques commerciales sont petites et ont été initialement détenus par les ministères et les entreprises d'État, la concurrence s'est développée lentement. En 1994, le style soviétique des systèmes de comptabilité et d'information est restée en usage, et des services bancaires tels que les paiements nationaux et internationaux sont restés au même niveau compétitif qu'ils étaient avant 1991. Des capacités essentielles à une économie de marché, tels que l'évaluation des risques de crédit et de l'évaluation du projet, font défaut.
Les règlements sur les fonds de roulement, les limites d'exposition, et les pratiques de prêt n'ont pas été appliquées. L'infrastructure technique des banques exige également une réforme.
Les limites du système bancaire ont rendu incapable de mobiliser et d'allouer efficacement les ressources financières dans l'économie nationale. Cet échec a nui à la privatisation et à d'autres types de réformes économiques qui nécessitent des quantités importantes de risque capital à des emprunteurs qui peuvent compter.

## Agriculture
L'agriculture demeure un élément vital de l'économie du Kirghizistan et un refuge pour les travailleurs de l'industrie. L'agriculture de subsistance a augmenté au début des années 2000. Après de fortes réductions dans les années 1990, par le début des années 2000 la production agricole a été l'approche de 1991. La production céréalière dans les basses vallées et le pâturage du bétail sur les pâturages de montagne occupent la plus grande part de la main-d'œuvre agricole.

## Forêt
Seulement 4 % du territoire du Kirghizistan est classé comme forêt. L'ensemble de ce domaine est propriété de l'État, et aucun n'est classé comme disponible à l'approvisionnement en bois. Le principal produit commercial de la forêt est la noix.

## Pêche
Le Kirghizistan ne dispose pas d'une importante industrie de pêche. En 2002, l'aquaculture a contribué pour 66 % de la production totale du pays de 142 tonnes de poisson, mais en 2003, l'industrie de l'aquaculture s'est effondré, la production de seulement 12 du total du pays de 26 tonnes, soit moins de la moitié.

## Mines
Durant l'ère post-soviétique, l'exploitation minière a été de plus en plus importante dans l'activité économique. La mine d'or de Kumtor, qui a ouvert en 1997 et exploitée par la société canadienne Centerra Gold, est fondée sur l'un des plus importants gisements d'or dans le monde. Ces revenus représentent  8,5% du PIB. kirghiz en
Plusieurs autres gisements d'or ont été développés lentement dont la mine de Solton-Sary détenue depuis 2012 par une entreprise chinoise..

## Services
Dans l'ère post-soviétique, la croissance dans le secteur des services est principalement attribuable à l'apparition de petites entreprises privées. La banque centrale est la Banque Nationale de la République kirghize, qui est théoriquement indépendant mais suit la politique du gouvernement. Bien que le système bancaire a été réformé à plusieurs reprises depuis 1991, il ne joue pas un rôle important dans l'investissement. Des taux d'intérêt élevés ont découragé l'emprunt. Une bourse a ouvert en 1995, mais sa fonction principale est le commerce des valeurs mobilières au sein du gouvernement. En raison du régime d'Akaïev ainsi que les réformes économiques du régime, de nombreuses petites entreprises de commerce et de la restauration se sont créées depuis la chute de l'URSS. Bien que les montagnes du Kirghizistan et les lacs sont une destination touristique attrayante, l'industrie du tourisme a progressé très lentement, car il a reçu peu d'investissements. Au début des années 2000, une moyenne de près de 450 000 touristes ont visité chaque année, principalement des pays de l'ancienne Union soviétique.

## Exportations
Les principales exportations du Kirghizistan vont majoritairement à d'autres pays de la CEI.

## Source
1. ↑  www.cia.gov
2. ↑  (en) « Human Development Reports | Specific country data | KGZ » [« Rapports sur le développement humain | Données spécifiques par pays | KGZ »], sur hdr.undp.org, Programme des Nations unies pour le développement, 8 septembre 2022 (consulté le 19 octobre 2022).
3. ↑  « Les noix, le trésor du Kirghizstan », Arte,‎ 22 février 2016 (lire en ligne [vidéo])
4. ↑  « Kirghizstan: vingt blessés lors de heurts autour d'une mine d'or chinoise », sur Le Figaro, 6 août 2019 (consulté le 6 août 2019).